# Julio Alarcón y Meléndez
Julio Alarcón y Meléndez (Córdoba, 15 de junio de 1843 – Chamartín de la Rosa, Madrid, 21 de octubre de 1924) fue un sacerdote, músico, poeta y escritor español, miembro destacado de la Compañía de Jesús.

## Trayectoria
Huérfano de madre desde niño y con el padre impedido, pasó la infancia y adolescencia en Córdoba, donde estudió seis años violín con un profesor de música local. Al mismo tiempo despertaron en Alarcón aficiones literarias, asistiendo a las tertulias de los literatos Javier Valdelomar y Pineda, barón de Fuente Quinto, y del conde de Torres Cabrera, en las que llegó entablar ligera relación con el duque de Rivas.
Todavía adolescente se trasladó a Madrid, tal vez para estudiar jurisprudencia, continuando el aprendizaje de violín en el Conservatorio Nacional de Música y Declamación con el maestro Jesús de Monasterio, del que fue discípulo destacado. Recibió el primer premio de la especialidad en 1863 de manos de Isabel II, y un acesit en 1861.
Para atender en sus últimos días a su tío y tutor, el arquitecto y poeta Pedro Nolasco Meléndez, se trasladó primero a Cartagena y posteriormente  a Córdoba, para volver a Madrid tras fallecer aquel en 1865. Entró a formar parte de la orquesta del Teatro de la Zarzuela, donde tocó unos meses hasta que ingresó en la Compañía de Jesús el 23 de abril de 1866 en Loyola.
De esa primera época son sus obras de marcado acento romántico, algunas publicadas en Sentimientos, su primer libro, otras en la prensa y otras, entre ellas las tragedias Racchat, Narcisa y Una ópera, que no llegaron a representarse ni a la imprenta o que fueron destruidas por el propio autor al considerarlas grotescas.
Estudió humanidades, lengua y lieratura griega y española y retórica en Loyola y Amiens, filosofía entre 1869 y 1872, magisterio entre 1872 y 1875 y teología entre 1875 y 1879 en Poyanne, donde también fue ordenado sacertote en 1878. Tras pasar por Murcia y Toledo fue nombrado rector del colegio de Chamartín en Madrid, institución que dirigió entre 1882 y 1886.
Desde 1886 hasta 1900 residió en Bilbao, dirigiendo la publicación El Mensajero del Corazón de Jesús hasta 1890, cuando fue sustituido a causa de sus ideas integristas, y el movimiento Apostolado de la Oración para España hasta el año 1897 en que se suprimió ese cargo. Residió en la «casa de escritores de Madrid» (1900-1905), en Sevilla (1905-1908), Córdoba (1908-1910), volviendo como director espiritual al colegio de Chamartín hasta su muerte  en 1924.
En esta etapa generó el grueso de su obra, la constituida especialmente por escritos de carácter  religioso.

## Obra
Desde un talante integrista y con estilo  culto, ingenioso y festivo que aligera el calado de los conceptos expuestos, su amplia producción literaria abarca desde poemas hasta artículos apologéticos, pasando por estudios críticos, biográficos, sociológicos y religiosos.
Son célebres y han alcanzado gran difusión sus versos que comienzan «Dulcísimo recuerdo de mi vida..», incluidos por el padre Coloma en el primer capítulo de Pequeñeces, que se han recitado en los colegios de jesuitas de España hasta bien avanzado el siglo XX y aun en la actualidad.
Publicó gran parte de sus escritos bajo el seudónimo «SAJ». 
Lista de obras:
- Sentimientos. 1865. Colección de poemas de juventud.
- Álbum del buen humor,o colección de cuentos, anécdotas, consejas, chascarrillos, dicharachos... 1865.
- El Álbum de las familias. (1865-1867). Semanario literario.
- Lealtad a prueba. 1886. Ensayo dramático.
- El Azar. 1887. Drama.
- Guía particular del viajero a través de todos los países conocidos y desconocidos. 1890.
- San Ignacio de Loyola según Castelar: genialidades. 1892. Refutación humorística de las opiniones sobre san Ignacio expresadas por Emilio Castelar en La revolución religiosa.
- No hay posada, pieza andaluza. 1892.
- La Europa salvaje: exploraciones al interior de la misma. 1894. Crítica social de la civilización moderna de la época.
- Intenciones. 1894. Tres volúmenes.
- A los jóvenes, dos feminismos y la aristocracia del cielo, diálogos en verso. 1901.
- De broma y de veras, relatos infantiles. 1901.
- Un feminismo aceptable. 1902. Estudio de la obra de Concepción Arenal.
- Fragmentos más o menos intencionados. 1902.
- Un gran artista, 1910. Biografía del violinista y compositor español Jesús de Monasterio, del que Alarcón fue discípulo.
- Recuerdos de recuerdos. 1912. Colección de poesías en dos partes: Sentimientos, su obra de 1865 y Recuerdos de la vida religiosa con prólogo de Ángel María Barcia.
- La glorificadora del Sagrado Corazón de Jesús. 1912. Ensayo sobre espíritu y virtudes de la beata Magdalena Sofía Barat.
- Una celebridad desconocida. 1914. Colección de artículos sobre Concepción Arenal publicados previamente en la revista Razón y Fe.
- Un escultor singular. Apuntes biográficos entre ascéticos y artísticos. 1923. Biografía del P. Victoriano Salmón (1839-1910), jesuita y escultor.

## Distinciones
Una calle de Córdoba, su ciudad natal, lleva el nombre «Julio Alarcón» en su honor.